# Sovracorrente
Con sovracorrente si indica una situazione in cui la corrente elettrica assorbita da un carico, e quindi la potenza, supera quella che può essere fornita e sopportata da una linea elettrica. Le sovracorrenti sono di due tipi: sovraccarichi elettrici e cortocircuiti.

## Descrizione
Una corrente di sovraccarico può essere causata da guasti, errori di progettazione o installazione, oppure da un errato utilizzo, per esempio dovuto all'avere collegato troppi apparecchi ad una presa multipla o una prolunga.
Per evitare quest'ultimo problema è opportuno, quando si collega un apparecchio elettrico ad una presa, assicurarsi che la potenza indicata sull'apparecchio (o la somma nel caso di più apparecchi) non superi la potenza massima erogabile dalla presa o prolunga.
In queste condizioni i conduttori subiscono per effetto Joule un surriscaldamento che può causare il danneggiamento del conduttore metallico stesso e i materiali isolanti, e si può originare un incendio.

## Sicurezza degli impianti elettrici
Per prevenire l'insorgenza di una sovracorrente da sovraccarico, tutti gli impianti elettrici devono includere sistemi di protezione quali interruttori termici e magnetotermici, in grado di interrompere automaticamente la corrente elettrica se questa supera un valore prefissato per un determinato periodo.
In ambito elettrico, il sovraccarico può essere visto come un eccessivo passaggio di elettroni su un conduttore (cavo di rame). Di solito in un circuito elettrico i cavi che collegano un utilizzatore all'alimentazione devono essere dimensionati opportunamente per portare la corrente che alimenta l'utilizzatore senza danneggiarsi. I cavi infatti hanno per ogni sezione nominale una portata specifica. Se in un cavo passa una corrente superiore alla portata si parla di sovraccarico. C'è una relazione nelle norme tecniche (CEI 64-8) che serve proprio ad evitare che si dimensionino cavi in maniera errata: La relazione è la seguente
{\displaystyle I_{B}\leq I_{n}\leq I_{z}}
dove {\displaystyle I_{B}} è la corrente dei impiego, {\displaystyle I_{n}} è la corrente del dispositivo di interruzione e {\displaystyle I_{z}} è appunto la portata del cavo. Il pericolo maggiore per i cavi e quindi per gli impianti elettrici è proprio il sovraccarico: contrariamente a quanto si pensa comunemente, la causa più grande degli incendi non è il corto circuito ma proprio il sovraccarico. Nei circuiti vengono posti a monte dei dispositivi (interruttore termico, interruttori magnetotermici) che servono proprio a limitare anche questo tipo di guasto.
Il problema delle correnti di sovraccarico si fa più serio quando le linee diventano molto lunghe. Infatti, se non c'è un buon coordinamento tra la sezione del cavo e la sua protezione, non avviene l'intervento del dispositivo o avviene in ritardo ed il sovraccarico si trasforma in surriscaldamento che se non fermato in tempo può innescare un incendio.
La necessità di coordinamento tra il cavo e il dispositivo posto a monte nasce dal fatto che bisogna fare in modo che l'energia passante per l'interruttore (I²T) non superi l'energia dissipabile dal cavo (K²S²), danneggiandolo. Per questo motivo sia il cavo che il dispositivo devono essere scelti con grande attenzione.